# TV Paprika
TV Paprika (/ˈteːveː ˈpɒpɾikɒ/) est une chaîne de télévision thématique privée hongroise fondée en 2004. Elle est consacrée à la gastronomie et à la cuisine.